# Cadre-47/2-Weltmeisterschaft 1964

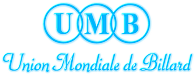
Logo UMB (ausrichtender Verband)

Veranstaltungsort: West-Berlin

Die Cadre-47/2-Weltmeisterschaft 1964 war die 37. Weltmeisterschaft, die bis 1947 im Cadre 45/2 und ab 1948 im Cadre 47/2 ausgetragen wurde. Das Turnier fand vom 16. bis zum 20. September 1964 in West-Berlin statt. Es war die dritte Cadre 47/2 Weltmeisterschaft in Deutschland.

## Geschichte
In einer an der Spitze sehr ausgeglichenen Weltmeisterschaft war bis zum letzten Durchgang nicht klar wer der neue Weltmeister wird. José Galvez, Joseph Vervest und Antoine Schrauwen hatten vor dem letzten Durchgang jeweils nur eine Partie verloren und konnten noch Weltmeister werden. Der Titelverteidiger Vervest beendete aber für alle die Siegeshoffnungen durch einen 400:223-Sieg in 14 Aufnahmen gegen Schrauwen. Somit verteidigte Vervest seinen in Düsseldorf errungenen Titel. In der Partie gegen den Argentinier Girves verbesserte er seinen eigenen Weltrekord in der Höchstserie (HS) auf 366.

## Turniermodus
Es wurde im Round Robin System bis 400 Punkte gespielt. Bei MP-Gleichstand wird in folgender Reihenfolge gewertet:
1. MP = Matchpunkte
2. GD = Generaldurchschnitt
3. HS = Höchstserie

## Abschlusstabelle
| MP    | Match Points (Sieger = 2; Unentschieden = 1; Verlierer = 0) |
| Pkte. | Erzielte Karambolagen                                       |
| Aufn. | Benötigte Versuche                                          |
| GD    | Generaldurchschnitt                                         |
| BED   | Bester Einzeldurchschnitt eines Spielers                    |
| HS    | Höchstserie                                                 |
|       | Bester GD des Turniers                                      |
|       | Bester ED des Turniers                                      |
|       | Beste HS des Turniers                                       |
|       | 1. Platz (Gold)                                             |
|       | 2. Platz (Silber)                                           |
|       | 3. Platz (Bronze)                                           |

| Platz                      | Name                | MP   | Pkte. | Aufn. | GD    | BED   | HS  |
| -------------------------- | ------------------- | ---- | ----- | ----- | ----- | ----- | --- |
| 1                          | Joseph Vervest      | 14:2 | 3063  | 110   | 27,84 | 57,14 | 366 |
| 2                          | José Gálvez         | 13:3 | 3124  | 129   | 24,21 | 40,00 | 122 |
| 3                          | Antoine Schrauwen   | 12:4 | 2860  | 86    | 33,25 | 66,66 | 236 |
| 4                          | Martinus Wijnen     | 10:6 | 2936  | 100   | 29,36 | 57,14 | 226 |
| 5                          | Siegfried Spielmann | 8:8  | 2509  | 119   | 21,08 | 40,00 | 235 |
| 6                          | Henk Scholte        | 6:10 | 2475  | 103   | 24,02 | 40,00 | 246 |
| 7                          | Manuel Girves       | 6:10 | 2426  | 130   | 18,66 | 23,52 | 154 |
| 8                          | Ernst Rudolph       | 3:13 | 2209  | 138   | 16,00 | 21,05 | 113 |
| 9                          | Henri Hibon         | 0:16 | 1169  | 113   | 10,34 | –     | 99  |
| Turnierdurchschnitt: 22,15 |                     |      |       |       |       |       |     |